# Isla Ellis
La isla Ellis (en inglés: Ellis Island) es un pequeño islote situado en el puerto de Nueva York, en la zona superior de la bahía próxima a Jersey.
El 12 de abril de 2017, el parque fue incluido en la Lista indicativa de Estados Unidos, los bienes que el país remite a la UNESCO al considerarlos candidatos a ser declarados Patrimonio de la Humanidad.

## Historia

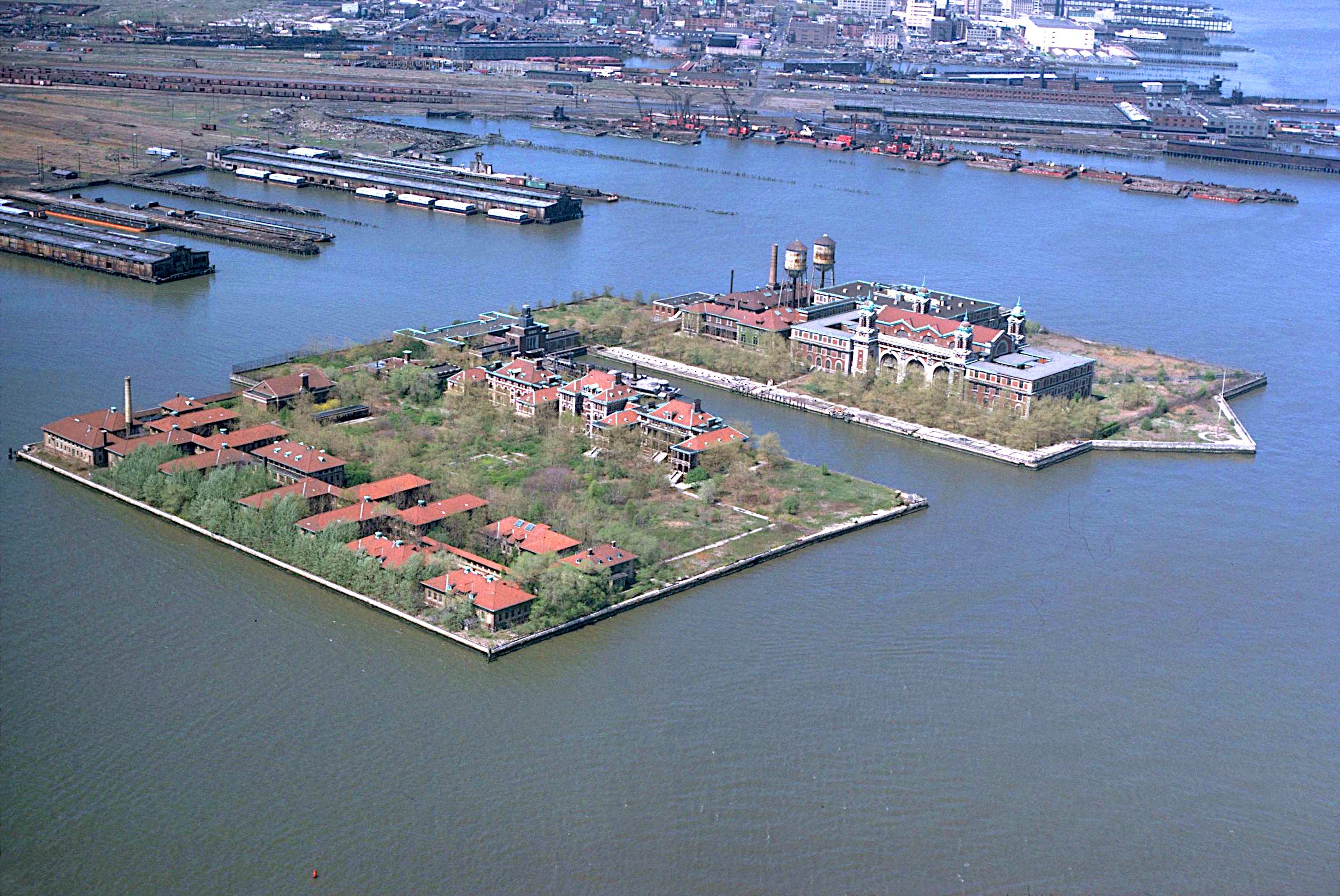
Vista aérea de la Isla Ellis.

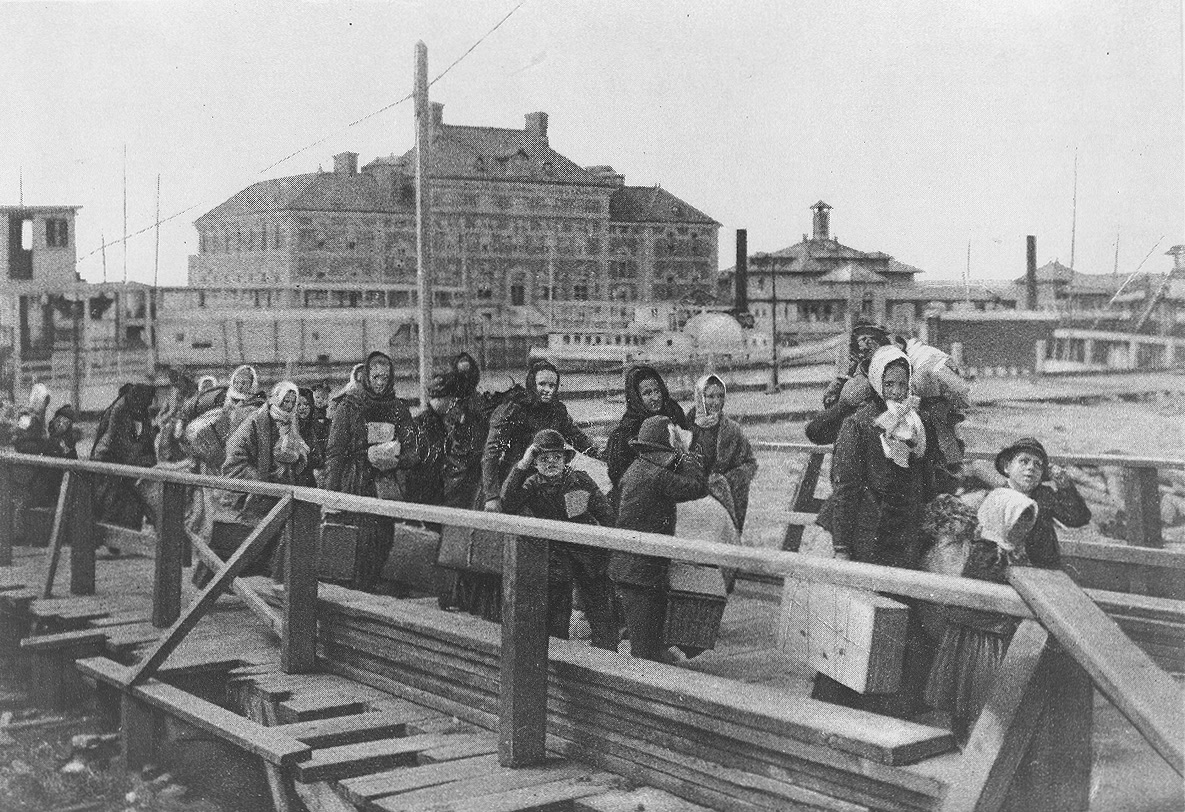
Desembarco de inmigrantes en Ellis durante 1902.

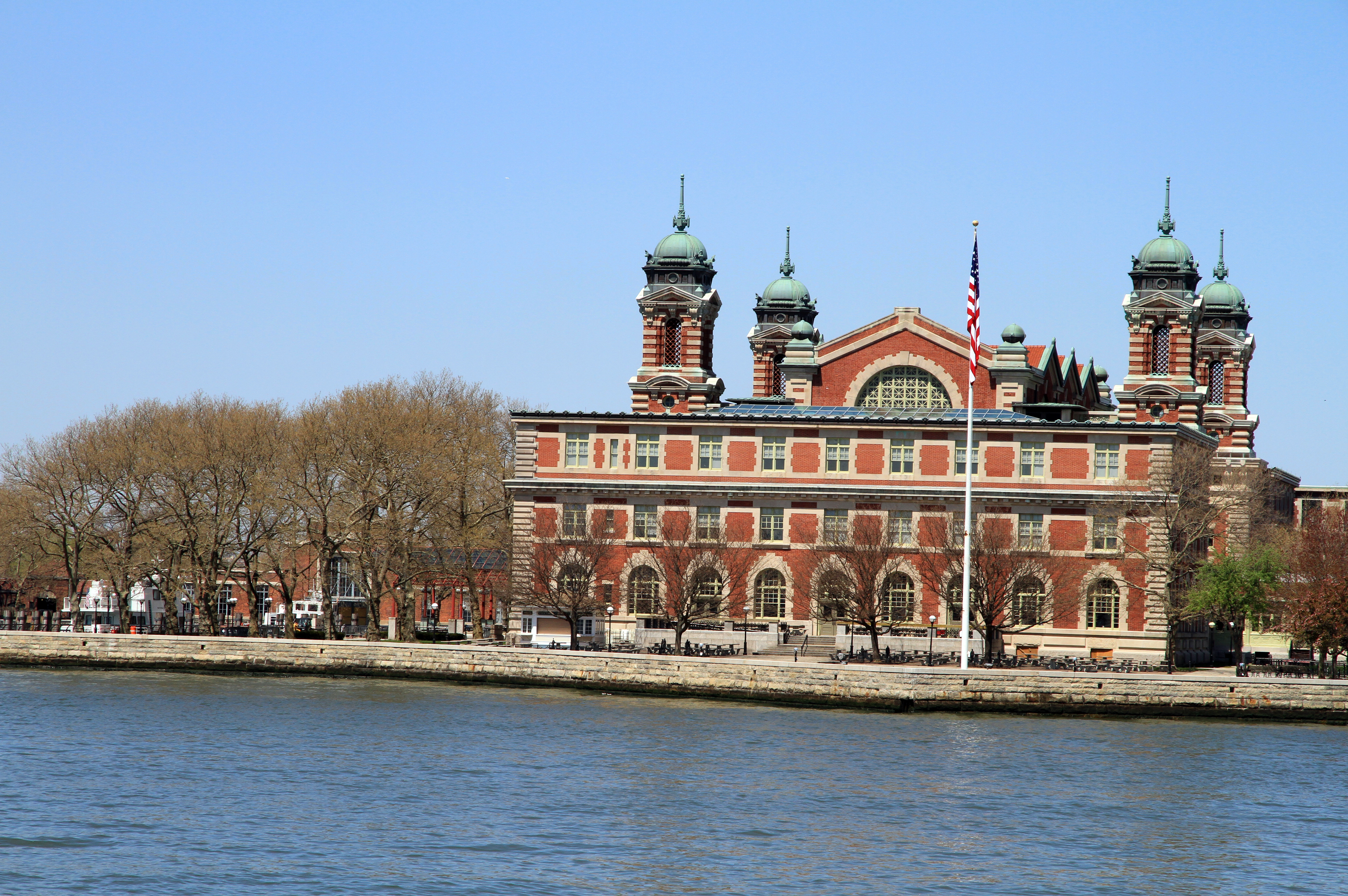
Isla Ellis, 2013.

Ellis ha tenido tantas denominaciones como funciones diversas a lo largo de su historia. Si en un inicio las tribus indias locales se referían a ella como " Kioshk" o "Gull Island", durante la etapa de colonización, pasó a conocerse como la "Isla de la Ostra" ("Oyster Island"). Su designación actual, pues, se remonta a la década de 1770, cuando Samuel Ellis se convirtió en su propietario.
En 1808 el Gobierno Federal compró la isla, destinándola a usos básicamente militares durante ese periodo y, en especial, en el transcurso de la guerra de 1812 contra los ingleses, cuando fue convertida en fuerte.
Posteriormente, y a partir de la disposición del presidente Benjamin Harrison en 1890, Ellis se convirtió en la principal aduana de la ciudad. Entre 1892 y 1954 aproximadamente 12 millones de pasajeros, que llegaron a los Estados Unidos a través del puerto de Nueva York, fueron inspeccionados allí, tanto legal como médicamente. Se estima que tan solo un mínimo porcentaje fue deportado (2 %), formando este un grupo integrado principalmente por polígamos, criminales, anarquistas y portadores de enfermedades infecciosas.
Durante la Primera Guerra Mundial el flujo de entrada de población disminuyó notablemente. Es en este momento, además, que el recinto es utilizado a la vez como lugar de reclusión de aquellos extranjeros considerados como enemigos o sospechosos.
El 11 de mayo de 1965, durante la presidencia de Lyndon Johnson, fue declarada parte del Monumento Nacional que conforma la Estatua de la Libertad.
Actualmente, Ellis sigue siendo propiedad federal del Estado de Nueva Jersey, si bien su uso es exclusivamente turístico. De las tres docenas de construcciones existentes, el edificio principal es el único abierto al público. Reabierto el 10 de septiembre de 1990, después de una restauración total que costó más de 160 millones de dólares, el National Immigration Museum está dedicado a la memoria de las masas de inmigrantes que desde finales del siglo xix tenían que pasar por sus instalaciones antes de establecerse en Nueva York.
Aún hoy, más de cien millones de estadounidenses pueden encontrar entre sus antepasados a personas que pasaron por la isla.[cita requerida]